# Новоподымка
Новоподымка (укр. Новоподимка) — село в Глодосской сельской общине Новоукраинского района Кировоградской области Украины.
Население по переписи 2001 года составляло 9 человек. Почтовый индекс — 27120. Телефонный код — 5251. Код КОАТУУ — 3524084304.

## Известные уроженцы
Ищенко, Иван Митрофанович — командир отделения роты автоматчиков 234-го стрелкового полка 179-й стрелковой дивизии 43-й армии 1-го Прибалтийского фронта, сержант, Герой Советского Союза.